# Can Pastilla
Can Pastilla es una localidad turística situada en el distrito Playa de Palma de Palma de Mallorca, en Baleares (España).

## Inicios
Esta barriada turística comenzó a formarse entre los años 1920 y 1925.
Bartomeu Riutort, urbanizador de aquella futura barriada, consiguió que los hermanos Ripoll, propietarios de la finca “Sa Torre Rodona”, cediesen a la Iglesia Católica un solar para la edificación de un templo, un primer solar de unos 30 metros por 12 aproximadamente, que ocupaba una parte de la actual plaza, frente al templo. Más adelante se permutó este solar por otro de 970 metros cuadrados, suficientes para templo y casa rectoral. Y durante la vigilia de las fiestas de San Antonio de Padua del año 1927, el obispo Gabriel Llompart bendijo y puso la primera piedra del templo.

## Localización
Can Pastilla se encuentra totalmente unido con otras localidades turísticas como Las Maravillas y El Arenal mediante un paseo marítimo de aproximadamente 11 km que también lo comunica con Palma de Mallorca y mediante una autovía (Ma-19) que recorre la mayoría del litoral meridional de la isla.
Se encuentra situado relativamente cerca el Aeropuerto de Palma de Mallorca, cerca de la salida número 10 de la autovía Ma-19.

## Comunicación
Para llegar a Can Pastilla existen principalmente tres líneas de autobús urbano propiedad de la EMT y son las líneas 31 32 y 35 además de la línea A2 que comunica El Arenal con el Aeropuerto.
Para llegar mediante coche existe la autovía Ma-19 que recorre todos los puntos turísticos dichos anteriormente.

## Galería

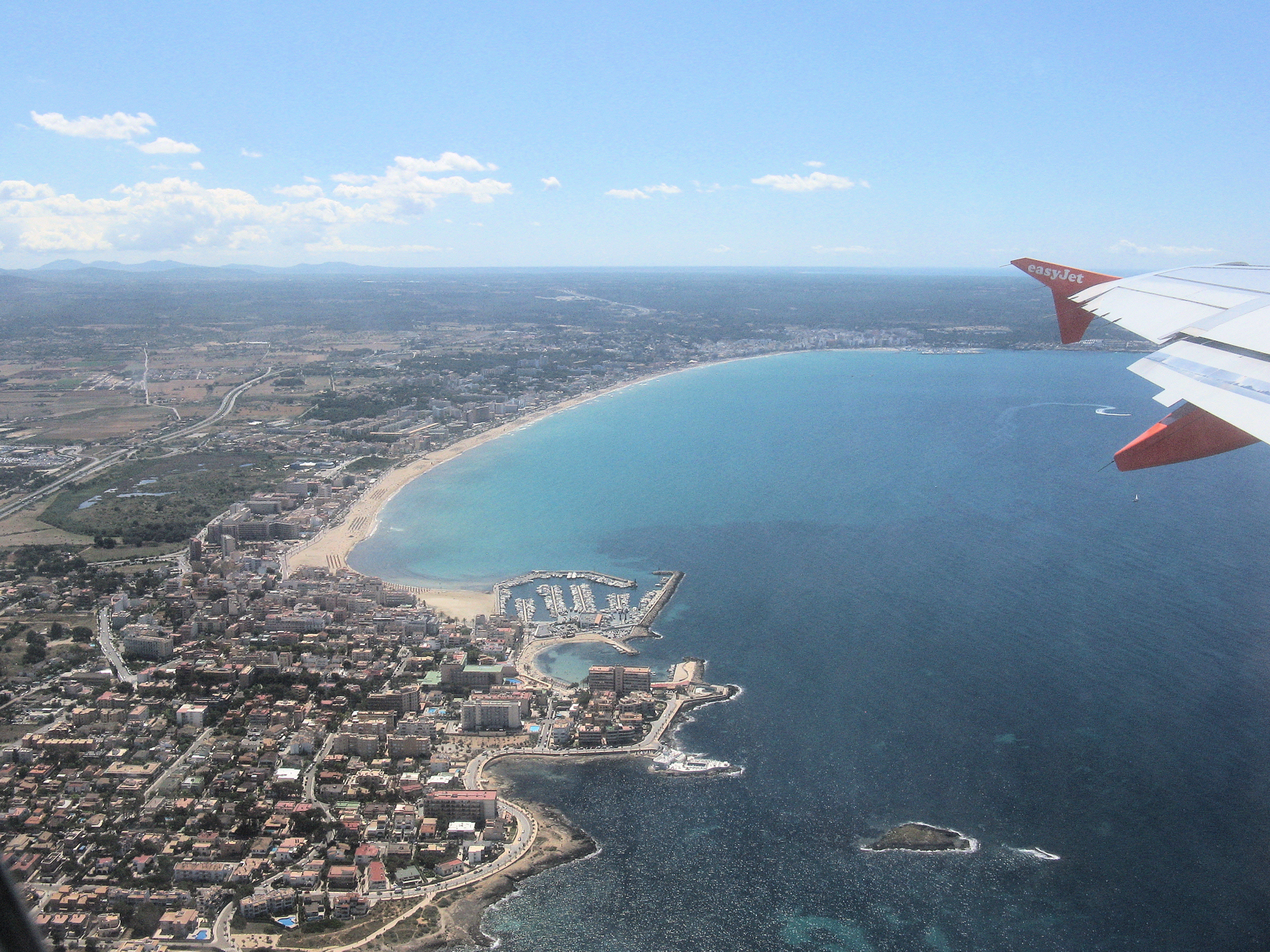
Can Pastilla
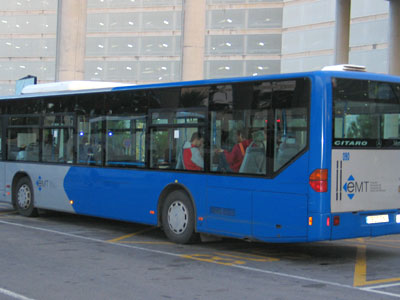
Línea 1 de buses de Palma que cubre el recorrido entre la ciudad, el puerto y el aeropuerto
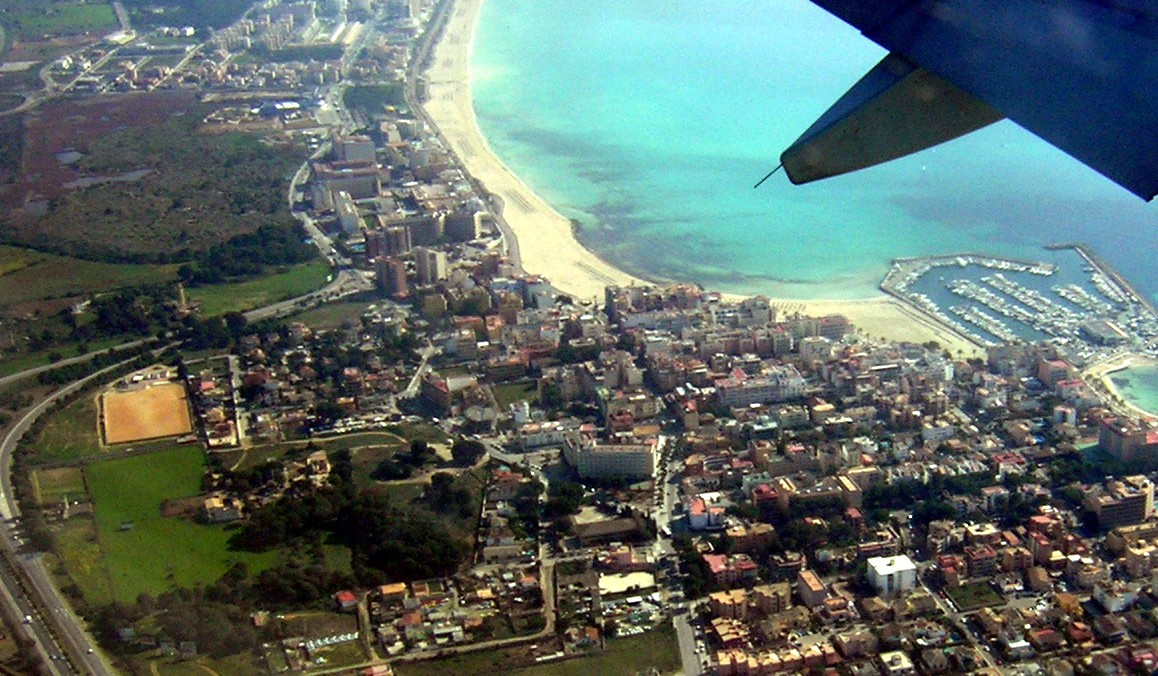
Vista aérea de Can Pastilla.